# L'Alqueria de la Comtessa
L'Alqueria de la Comtessa és un municipi del País Valencià a la comarca de la Safor.

## Localització
L'Alqueria de la Comtessa està situada a 79 km al sud de la ciutat de València, a 5,2 km al sud de la capital de la comarca, Gandia, a 32,6 km al nord de la ciutat de Dénia, a 42,4 km a l'est de Xàtiva i a 105 km al nord d'Alacant. Situat aproximadament a 16m sobre el nivell de la mar, pertany a la comarca de la Safor, al centre de la planura que forma el curs baix del riu Serpis. Prou ben comunicat amb els pobles veïns, se situa enmig de dos vies de comunicació importants; la N332 i l'autopista AP7 Tarragona - Sant Joan d'Alacant. El terme municipal, limita al N amb els termes municipals de Bellreguard i Palmera, a l'E amb el de Piles, al S amb la Font d'en Carròs i Oliva i a l'O amb Rafelcofer. Pertany al Partit Judicial de Gandia, Província, Audiència Territorial, Capitania i Bisbat de València.

## Geografia
La ubicació d'Alqueria de la Comtessa en plena Horta de Gandia i a la dreta de riu Serpis,fa que la totalitat del sòl del seu terme municipal siga una planura d'argiles constituïdes per sediments quaternaris del període Plistocè, excepte a la muntanya del Rabat, que és un muntijol aïllat de calcària, amb una longitud d'un quilòmetre i una altura d'uns 176m, típic en esta classe de planures al·luvials.
El nord del terme municipal és tot camp de tarongers que només es veu alterat pel barranc de Palmera o de Seret -com diuen a l'Alqueria- que envolta el poble pel nord i servix de límit amb el terme de Palmera. El relleu de l'horta és pla, i va ascendint cap al SO a mesura que ens apropem de les faldes de la Serra Gallinera, amb una mitjana de 16m sobre el nivell de la mar. Les zones més altes de l'horta se situen al SO del terme, a les partides del Fil del Poble i el Rabat, i les més baixes les de Sotaia i Rafalatar.
L'Alqueria de la Comtessa participa en un sistema d'irrigació fòssil, estès per la planura costanera de la comarca, d'origen islàmic, l'aigua procedix del riu Serpis, embassamada en l'assut d'En Carròs i dirigida cap a l'Alqueria per la séquia Mare i la Séquia Comuna d'Oliva.
La població té forma allargada i al terme trobem els paratges de la Fonteta de Quaresma a la muntanya del Rabat, també anomenada muntanyeta de la Creu, és un tossal on hi havia un poblat ibèric que ocupava el cim. S'hi han descobert habitacles que aprofitaven la muralla com a mur i que s'havien d'utilitzar com a emmagatzematge de gra; i la muntanyeta de Sant Miquel, també amb restes d'un poblament ibèric tardà.

## Toponímia
Alqueria, prové de l'àrab al-qaria "casa de camp per a la llaurança o terreny poc poblat en el camp", la segona part del seu topònim, de la Comtessa, ve donat per la seua pertinença a la comtessa d'Oliva i senyora del terme de Rebollet després de la conquesta cristiana.

## Història
Malgrat que al terme s'han trobat importants restes d'un parell de poblats ibèrics als voltants del Rabat i d'un altre romà, en la muntanyeta de Sant Miquel i una vil·la en la partida de Rafalatar, l'origen del lloc és una alqueria morisca que pertanyia al ducat de Gandia. L'Alqueria va ser un xicotet llogaret abans del segle xvi i tenia 16 cases en 1572. En 1562 se li va agregar l'Alqueria dels Frares. L'Alqueria de la Comtessa, era un xicotet caseriu abans del segle xvi i en 1572 tenia 16 cases habitades. Al 1609 va quedar totalment despoblada amb l'expulsió dels moriscos del País Valencià. Amb la dotació de la Carta Pobla, el poble es va repoblar amb cristians vells. És parròquia independent des de 1773, fins aleshores depenia de la parròquia de Rafelcofer. L'actual terme seria definit el 1725. En 1713 figurava amb 38 veïns, els mateixos que en 1609.
El ràpid increment del segle xviii, culminat amb 346 pobladors en 1787, va anar seguit per la seua quadruplicació en el segle xix. Este fort creixement entre altres raons va estar vinculat a l'emplaçament vora la nova carretera i el va situar en 1352 habitants en 1900. L'auge de la comercialització de la taronja del primer terç de segle amb l'aparició de magatzems fruiters i les seues fàbriques complementàries va fer el que el 1930 en foren ja 1600. Posteriorment la variació de les circumstàncies econòmiques va estancar la seua població, que va aconseguir el seu màxim en 1981 amb 1712 habitants, ha experimentat un considerable retrocés actualment.

## Demografia
| 1990  | 1992  | 1994  | 1996  | 1998  | 2000  | 2002  | 2004  | 2005  | 2007  |
| 1.605 | 1.541 | 1.557 | 1.487 | 1.457 | 1.382 | 1.414 | 1.462 | 1.486 | 1.506 |

La població actual és de 1.506 habitants en 2007 (el 86,45% parlen valencià), es repartix en dos entitats de població: Sotaia amb uns 40 habitants (INE) i l'Alqueria de la Comtessa amb 1466 habitants.

## Urbanisme
El nucli urbà de l'Alqueria de la Comtessa presenta una forma allargada en sentit est-oest, un traçat que es mostra evident de poble-camí sobre el carrer (antic camí) Màrtirs-Joan Carles I, al qual es va afegir més tard un altre eix menor al llarg de la carretera N-332. És un poble situat en un terreny totalment pla i emplaçat al marge dret del barranc de Palmera o de Seret. Es pot observar el nucli originari seguint el sinuós traçat del carrer principal, paral·lel al barranc, on s'alça l'església i sols alterat per la plaça Major. A partir d'este eix es va expandir cap al sud pels carrers Constitució i Pilota, amb l'inici del carrer Nou. Al llarg de la primera mitat del segle xx es va mantindre la mateixa línia, amb el desenvolupament dels carrers Nou, Sant Pere i Sant Jaume, paral·lels a l'anterior. Simultàniament, entre els nuclis urbans de Bellreguard i Palmera, a la partida de Sotaia i al nexe entre la N-332 i la carretera de Piles, es van anar consolidant un conjunt de construccions als dos costats de la carretera N-332 que van convertir progressivament a Sotaia en pedania i carrer al tram de l'eix amb Piles (carrer País Valencià) però amb un mínim nexe amb la resta. Les dècades següents han sigut les de l'expansió sobre els dos llargs eixos senyalats, més recent com més al sud amb la circumval·lació que fan el carrer Constitució i l'avinguda d'Ausiàs March, perquè el barranc i el límit municipal dificulta l'avanç septentrional.

## Política i Govern

### Corporació municipal
El Ple de l'Ajuntament està format per 9 regidors. En les eleccions municipals de 26 de maig de 2019 foren elegits 6 regidors del Partit Socialista del País Valencià (PSPV-PSOE), 2 de Compromís per l'Alqueria de la Comtessa (Compromís) i 1 del Partit Popular (PP).
| Eleccions municipals de 26 de maig de 2019 - l'Alqueria de la Comtessa                                                        |                                           |                                     |                                     |        |          |          |
| Candidatura | Candidatura                               | Candidatura                         | Cap de llista                       | Vots   | Vots     | Regidors |
| | Partit Socialista del País Valencià-PSOE  |                                     | Voro Femenia Peiró                  | 577    | 60,04%   | 6 (+1)   |
| | Compromís per l'Alqueria de la Comtessa   |                                     | Miquel Melis Gregori                | 246    | 25,60%   | 2 ()     |
| | Partit Popular de la Comunitat Valenciana |                                     | José María García Guerrero          | 115    | 11,97%   | 1 (-1)   |
| | Vots en blanc                             |                                     |                                     | 23     | 2,39%    |          |
| Total vots vàlids i regidors                                                                                                  | Total vots vàlids i regidors              | Total vots vàlids i regidors        | Total vots vàlids i regidors        | 961    | 100 %    | 9        |
| | Vots nuls                                 | Vots nuls                           | Vots nuls                           | 9      | 0,93%    |          |
| Participació (vots vàlids més nuls)                                                                                           | Participació (vots vàlids més nuls)       | Participació (vots vàlids més nuls) | Participació (vots vàlids més nuls) | 970    | 83,69%** |          |
| Abstenció | Abstenció                                 | Abstenció                           | Abstenció                           | 189*   | 16,31%** |          |
| Total cens electoral | Total cens electoral                      | Total cens electoral                | Total cens electoral                | 1.159* | 100 %**  |          |
| Alcalde: Voro Femenia Peiró (PSPV) (15/06/2019) Per majoria absoluta dels vots dels regidors                                  |                                           |                                     |                                     |        |          |          |
| Fonts: JEC, JEZ Gandia, M. Interior, Periòdic Ara. (* No són vots sinó electors. ** Percentatge respecte del cens electoral.) |                                           |                                     |                                     |        |          |          |

### Alcaldes
Des de 1999 l'alcalde de l'Alqueria de la Comtessa és Salvador Femenia Peiró del Partit Socialista del País Valencià (PSPV-PSOE).
| Període                       | Alcalde o alcaldessa     | Partit polític | Data de possessió | Observacions |
| ----------------------------- | ------------------------ | -------------- | ----------------- | ------------ |
| 1979–1983                     | Juan Tormos Escrivá      | UCD            | 19/04/1979        | --           |
| 1983–1987                     | Juan Tormos Escrivá      | GIAC           | 28/05/1983        | --           |
| 1987–1991                     | Juan Tormos Escrivá      | CDS            | 30/06/1987        | --           |
| 1991–1995                     | Juan Tormos Escrivá      | PSPV-PSOE      | 15/06/1991        | --           |
| 1995–1999                     | Vicente González Escrivá | PSPV-PSOE      | 17/06/1995        | --           |
| 1999–2003                     | Salvador Femenia Peiró   | PSPV-PSOE      | 03/07/1999        | --           |
| 2003–2007                     | Salvador Femenia Peiró   | PSPV-PSOE      | 14/06/2003        | --           |
| 2007–2011                     | Salvador Femenia Peiró   | PSPV-PSOE      | 16/06/2007        | --           |
| 2011–2015                     | Salvador Femenia Peiró   | PSPV-PSOE      | 11/06/2011        | --           |
| 2015–2019                     | Salvador Femenia Peiró   | PSPV-PSOE      | 13/06/2015        | --           |
| 2019-2023                     | Salvador Femenia Peiró   | PSPV-PSOE      | 15/06/2019        | --           |
| Des de 2023                   | n/d                      | n/d            | 17/06/2023        | --           |
| Fonts: Generalitat Valenciana |                          |                |                   |              |

## Economia
Les terres cultivades ocupen les 3/4 parts del terme municipal. L'escàs secà que hi havia sobre els vessants de la muntanya del Rabat ha desaparegut pràcticament durant els últims trenta-quaranta anys per abandonament. L'extensió del regadiu ha sofert un procés de reducció des de les 170 ha amb què comptava a finals dels 50 a conseqüència de l'expansió d'altres usos del sòl urbans i industrials. Actualment destaquen els cítrics amb 158 ha de les quals 89 són de tarongers i 66 de clementiners. L'Alqueria de la Comtessa, participa del regadiu tradicional del Serpis mitjançant la Séquia Comuna d'Oliva.
El traçat de l'antic camí reial i més tard, des del segle passat, de la carretera N-332, ha influït decisivament en el municipi i la seua economia. Ha participat dels processos comuns a Bellreguard i Palmera, amb l'aparició de magatzems de cítrics a la carretera des de finals del segle xix i posteriorment, sobretot a les últimes dècades, de l'expansió industrial. Junt a les xicotetes empreses situades vora la carretera, últimament s'ha produït una apreciable expansió de majors establiments al polígon industrial de l'Hort de Lloret situat al seu pas, especialment entre el nucli urbà i l'eix viari. Destaca l'especialització en la indústria agroalimentària amb diverses empreses d'arròs, cítrics i supermercats.

## Edificis d'interès
- Església de Sant Pere apòstol. De 1909, estil neoclàssic i grans proporcions, amb tres naus d'estil neoclàssic, inaugurada en 1909. El campanar, de 1880, és d'una altura considerable i està format per quatre cossos, dels quals els dos superiors i el vistós remat són de taulellets.
- Ermita de Sant Miquel. Situada en el terme de l'Alqueria, sobre la muntanyeta de Sant Miquel, a la qual s'accedix des del camí Molí i el camí vell de Xàtiva, és propietat de la parròquia de la Font d'en Carròs, gòtica del segle xvii, edificada sobre una anterior. Al seu voltant hi ha restes d'una vil·la romana.
- L'Alqueria del Trinquet, una alqueria fortalesa del segle xviii amb torre i muralla.

## Cultura i Festes
Les festes patronals se celebren el 29 de juny en honor de Sant Pere i Sant Pau, i durant els tres dies següents del 30 de juny i 1 i 2 de juliol les festivitats en honor del Santíssim Crist, la Divina Aurora i Sant Lluís respectivament.
En la segona setmana de setembre se celebra el tradicional Porrat de l'Alqueria de la Comtessa en honor dels Sants Abdó i Senent, també coneguts com els Santets de la Pedra.

## Gastronomia
Els menjars típics són l'ensalada de fetge, sèpia, sang i xampinyons a la planxa. I el Pa Beneït de sant Antoni.